# 巨人の好きな子この指とまれ
- ジャニーズ少年団 > 巨人の好きな子この指とまれ
- おはよう!こどもショー > 巨人の好きな子この指とまれ

「巨人の好きな子この指とまれ」は、1976年10月に日本コロムビアから発売されたジャニーズ少年団名義のシングルである。（松原と曽我のトータルでは3枚目である。）

## 概要
『巨人の好きな子この指とまれ』は「ジャニーズ少年団」名義の楽曲。 日本テレビ『おはよう!こどもショー』の挿入歌。
このシングルは最初で最後となり、もう2人のメンバーが加入してANKHとして活動してゆくとなる。
B面の『あいつの机』はジャニーズ少年団ではなく、アニソン歌手・ささきいさおが歌唱。引っ越していった親友「あいつ」を思い、「あいつ」の座った机には誰も座らせない心を描いた少年「ボク」の歌で、1番はケンカ、2番は成績、3番はあだ名を歌った。映像では3番はカットされ、2番までは歌詞と同じ内容だが、コーダ部分は「ボク」のクラスに美少女が転入し、「あいつ」の机に座ったため、「ボク」は不満になるという展開。
- 2022年3月時点、未CD 化。

## 収録曲
1. 巨人の好きな子この指とまれ -ジャニーズ少年団
作詞:広三四郎/作曲・編曲:あかのたちお
2. あいつの机 -ささきいさお
作詞:千家和也/作曲:中村泰士/編曲:クニ河内